# Jauru
Pour les articles homonymes, voir Jauru (homonymie).
Jauru est une municipalité brésilienne située dans l'État du Mato Grosso.